# Kiang (Senegal)

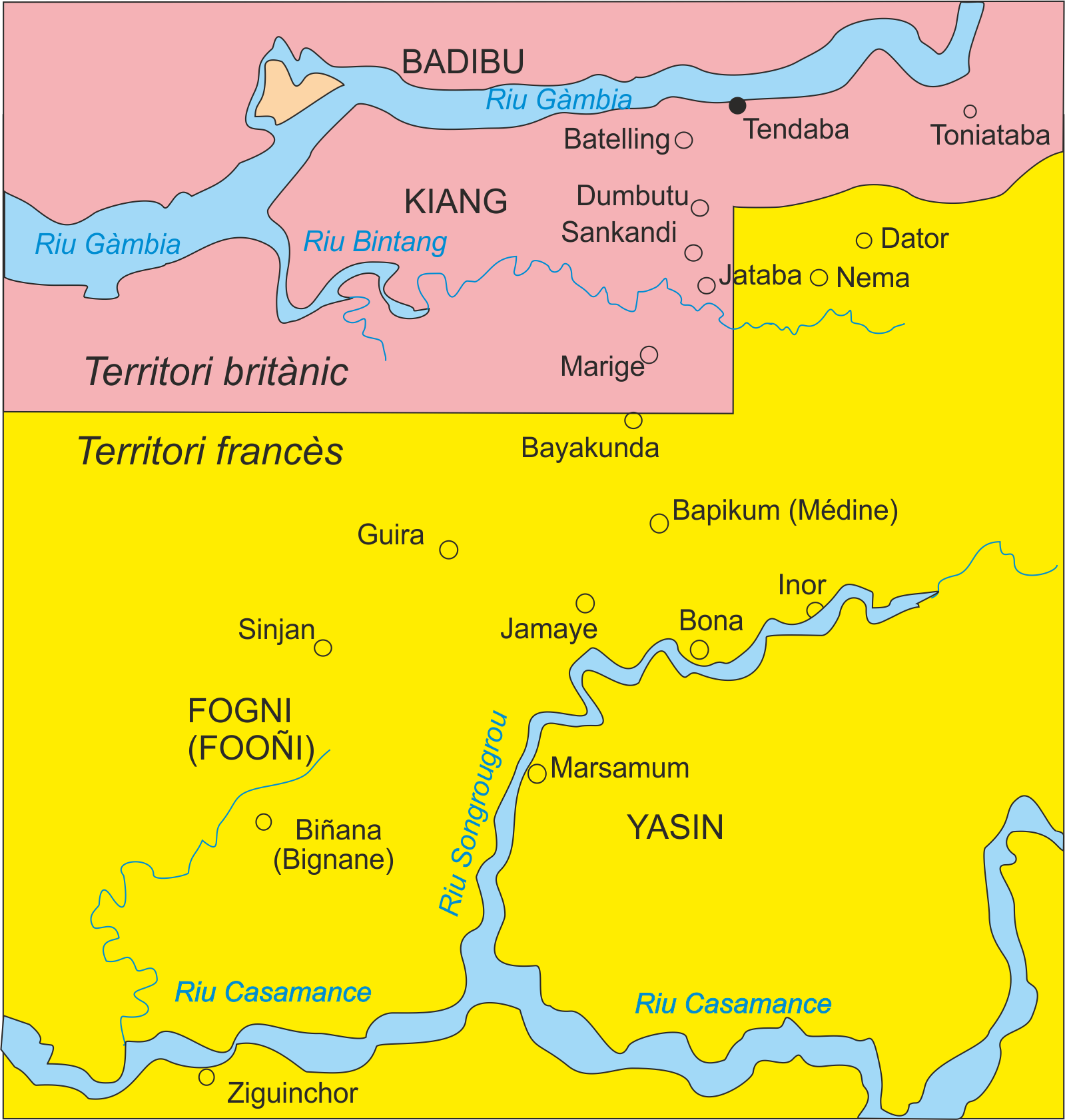
Regions of Kiang and Fogny in Gambia-Senegal

Kiang fou una regió del Senegal i Gambia. Anava des del riu Gàmbia cap al sud, amb capital a Tendaba prop del riu Gàmbia; una altra ciutat important era Dator, una impressionant fortalesa en mig de la selva, i també Médine (Bapikum) que fou capital de Fode Kaba (no s'ha de confondre amb la Médine del riu Senegal) que igualment va residir a Dator en alguns moments. Tenia al sud-oest la regió de Fogny. que anava del riu Casamance cap al nord.
A la mort de Maaba el 18 de juliol de 1867 a la batalla de Somb; els seus seguidors van entrar al Kiang i van atacar als joles però foren rebutjats amb 54 baixes. Fode Kaba, el marabut manding, va exercir el seu govern sobre tres regions aïllades una de l'altra: el sud del riu Bintang (afluent del Gambia per la seva riba sud); el Kiang oriental i el Jarra occidental. El 1877 Fode Kaba estava a la vora del riu Gàmbia i es va instal·lar a Karantaba al Jarra on fou assetjat el 3 d'agost per Musa Moolo, i va fugir el 5 de setembre cap al Kiang. Musa Moolo va fer aliança amb els britànics per capturar a Fode Kaba.
El 1891 el governador del Senegal Lamothe va planejar la guerra contra el marabut Fode Kaba. Va buscar primer l'aliança britànica però el 26 de març de 1891, Henri de Lamothe va considerar una solució més elegant que la guerra i va enviar al capità Forichon, administrador de Sédhiou (Seju) per posar-se en contacte amb Fode Kaba i explorar la possibilitat d'un tractat de pau. Fode Kaba s'hi va reunir a Médine (Bapikum) i va acceptar un tractat amb França el que se li reconeixia al marabut la possessió de Kiang i Fogny i se li concedia la protecció francesa contra els atacs dels jola. El governador Lamothe va aprovar l'acord fet entre Fode Kaba i el capità Forichon.
El 1892 els britànics van atacar a Fode Kaba al Kiang, a la seva residència de Marige; no el van poder agafar perquè va fugir a Médine però el maig tots els caps del Kiang oriental i Jarra occidental es van sotmetre als britànics i van deixar només al marabut amb els territoris al Kiang del sud i algunes poblacions disperses no gaire poblades. Només Sulaiman Santu de Toniataba a Jarra va seguir fidel a Fode Kaba.
El Kiang fou annexionat el 1901 a França després de la derrota final de Fode Kaba el març de 1901.